# Jurij Nikiforow
Jurij Walerjewicz Nikiforow, ros. Юрий Валерьевич Никифоров, ukr. Юрій Валерійович Никифоров, Jurij Walerijowicz Nykyforow (ur. 16 września 1970 w Odessie, Ukraińska SRR) – rosyjski piłkarz pochodzenia ukraińskiego, grający najczęściej na pozycji środkowego obrońcy, reprezentant ZSRR, WNP, Ukrainy i Rosji.

## Kariera piłkarska

### Kariera klubowa
Nikiforow urodził się w Odessie. Wychowanek SDJuSzOR Czornomoreć Odessa. Pierwsze trenerzy - E.Łuczyn, J.Skoryk. Karierę rozpoczął w czwartoligowym klubie SKA Odessa, a już w połowie 1987 roku przeszedł do lokalnego rywala, Czornormoca Odessa, z którym wywalczył awans z pierwszej ligi do wyższej. W 1988 został piłkarzem Dynama Kijów, jednak nie rozegrał dla tego klubu żadnego spotkania i w 1989 roku wrócił do Czornormoca. W 1991 roku zajął z nim czwarte miejsce w lidze, a w 1992 roku po uzyskaniu niepodległości przez Ukrainę zdobył z nim pierwszy w historii Puchar Ukrainy.
Na początku 1993 roku Nikiforow trafił do rosyjskiego Spartaka Moskwa, w którym stał się liderem środka obrony. Już w swoim pierwszym sezonie wywalczył ze Spartakiem mistrzostwo Rosji oraz zadebiutował w rozgrywkach Ligi Mistrzów. W 1994 roku osiągnął kolejne sukcesy - został zarówno mistrzem kraju, jak i zdobywcą Pucharu Rosji. W 1995 roku zajął ze Spartakiem trzecie miejsce, a w 1996 po raz trzeci świętował zdobycie mistrzostwa kraju. Przez 4 lata rozegrał dla Spartaka 85 meczów i strzelił 16 bramek.
Latem 1996 Nikiforow przeszedł do hiszpańskiego Sportingu Gijón. W Primera División swój pierwszy mecz zaliczył 2 września, a Sporting wygrał 3:2 na wyjeździe z Espanyolem. Z drużyną z Gijón Nikiforow utrzymał się w lidze, ale rok później zajął z nią ostatnie dwudzieste miejsce oznaczające spadek do Segunda División.
W 1998 roku Nikiforow podpisał kontrakt z PSV Eindhoven. W 1999 roku zajął z tym klubem trzecie miejsce w Eredivisie, a rok później wywalczył swój pierwszy tytuł mistrza Holandii. Natomiast w sezonie 2000/2001 obronił mistrzostwo, a w 2002 roku został wicemistrzem Holandii. W 2003 roku Jurij wyjechał do Japonii. Przez rok grał w Urawie Red Diamonds, z którą zdobył Puchar Japonii. Pod koniec roku zakończył karierę.
| Sezon   | Klub               | Kraj      | Rozgrywki        | Mecze | Bramki |
| ------- | ------------------ | --------- | ---------------- | ----- | ------ |
| 1987    | SKA Odessa         | ZSRR      | ІІ liga          | 5     | 0      |
| 1987    | Czornomoreć Odessa | ZSRR      | І liga           | 19    | 3      |
| 1988    | Dynamo Kijów       | ZSRR      | Wyższa liga      | 0     | 0      |
| 1989    | Czornomoreć Odessa | ZSRR      | Wyższa liga      | 11    | 0      |
| 1990    | Czornomoreć Odessa | ZSRR      | Wyższa liga      | 18    | 2      |
| 1991    | Czornomoreć Odessa | ZSRR      | Wyższa liga      | 29    | 10     |
| 1992    | Czornomoreć Odessa | Ukraina   | Wyższa liga      | 18    | 2      |
| 1992/93 | Czornomoreć Odessa | Ukraina   | Wyższa liga      | 11    | 1      |
| 1993    | Spartak Moskwa     | Rosja     | Premier liga     | 23    | 0      |
| 1994    | Spartak Moskwa     | Rosja     | Premier liga     | 26    | 2      |
| 1995    | Spartak Moskwa     | Rosja     | Premier liga     | 22    | 8      |
| 1996    | Spartak Moskwa     | Rosja     | Premier liga     | 14    | 5      |
| 1996/97 | Sporting Gijón     | Hiszpania | Primera División | 38    | 2      |
| 1997/98 | Sporting Gijón     | Hiszpania | Primera División | 27    | 1      |
| 1998/99 | PSV Eindhoven      | Holandia  | Eredivisie       | 25    | 1      |
| 1999/00 | PSV Eindhoven      | Holandia  | Eredivisie       | 29    | 3      |
| 2000/01 | PSV Eindhoven      | Holandia  | Eredivisie       | 26    | 1      |
| 2001/02 | PSV Eindhoven      | Holandia  | Eredivisie       | 19    | 0      |
| 2002/03 | RKC Waalwijk       | Holandia  | Eredivisie       | 29    | 1      |
| 2003    | Urawa Red Diamonds | Japonia   | J-League         | 12    | 0      |

### Kariera reprezentacyjna
W reprezentacji ZSRR Nikiforow zadebiutował 11 września 1990 roku w wygranym 2:0 meczu z Norwegią. W 1994 roku został powołany przez Pawła Sadyrina na Mistrzostwach Świata w USA. Wystąpił tam we wszystkich trzech spotkaniach Rosji: przegranych 0:2 z Brazylią i 1:3 ze Szwecją oraz wygranym 6:1 z Kamerunem. W 1996 roku na Euro 96 zagrał we dwóch meczach: z Niemcami (0:3) oraz z Czechami (3:3).
Swój ostatni wielki turniej Nikiforow zaliczył w 2002 roku. Na Mistrzostwach Świata 2002 był podstawowym zawodnikiem i zaliczył trzy spotkania: z Tunezją (2:0), z Japonią (0:1) oraz z Belgią (2:3). W kadrze ZSRR rozegrał 6 meczów, w WNP - 4, a w kadrze Rosji - 55 i zdobył w nich 6 goli.
Z młodzieżową reprezentacją ZSRR U-16 Nikiforow wywalczył mistrzostwo świata U-16 w 1987 roku, a 1988 roku został mistrzem Europy U-19.

## Sukcesy i odznaczenia

### Sukcesy klubowe
- zdobywca Pucharu Ukrainy: 1992
- mistrz Rosji: 1993, 1994, 1996
- brązowy medalista Mistrzostw Rosji: 1995
- zdobywca Pucharu Rosji: 1994
- mistrz Holandii: 2000, 2001
- zdobywca Superpucharu Holandii: 1998, 2000, 2001
- zdobywca Pucharu Ligi Japonii: 2003

### Sukcesy reprezentacyjne
- mistrz Świata U-16: 1987 (w Kanadzie)
- mistrz Europy U-19: 1988 (w Czechosłowacji)
- uczestnik turnieju finałowego Mistrzostw Europy: 1996
- uczestnik turnieju finałowego Mistrzostw Świata: 1994, 2002

### Odznaczenia
- tytuł Mistrza Sportu ZSRR: 1987